# Caio Cardoso de Melo
Caio César Ignácio Cardoso de Melo (Río de Janeiro, 28 de septiembre de 1988 - Íb. 30 de septiembre de 2015) fue un actor de doblaje y policía brasileño, más conocido por doblar a Daniel Radcliffe en la serie cinematográfica de Harry Potter, en portugués brasileño.

## Carrera
César obtuvo su primer papel como actor de doblaje en la comedia Smart Guy.
Fue conocido por doblar la voz de Harry Potter, interpretado por Daniel Radcliffe en las ocho películas de la serie Harry Potter, entre 2001 y 2011. Mientras que la actriz brasileña Luisa Palomanes interpretó a Hermione Granger,y Charles Emmanuel a Ron Weasley.  
Además de Harry Potter, César dobló la voz brasileña de Takeru "TK" Takaishi en la serie animada Digimon Adventure, Diego (interpretado por Christopher Uckermann) en la telenovela mexicana Rebelde, Otto Rocket en Rocket Power, Botas en Dora la exploradora y Sokka en Avatar: La leyenda de Aang  Finalmente se convirtió en un oficial de policía de Río de Janeiro, realizando paralelamente trabajos de doblaje

## Muerte
El 30 de septiembre de 2015, César recibió un disparo en el cuello mientras él y otros policías realizaban una patrulla de rutina en Complejo de Alemão. Fue llevado al Hospital Estadual Getúlio Vargas en la Zona Norte de Río, donde se sometió a una cirugía de emergencia. Sin embargo, César falleció a la edad de 27 años. Su muerte fue confirmada por la Policía Militar y los Estudios Warner Bros.  
César fue el noveno oficial de policía asesinado en una favela de Río de Janeiro en 2015, mientras que aproximadamente 80 policías han recibido disparos en la ciudad ese mismo año.

### Tributos
J. K. Rowling, autora de la serie Harry Potter, tuiteó sus condolencias al enterarse del asesinato de César, escribiendo: 

Es desesperadamente triste escuchar que Caio César, la voz brasileña de Harry Potter, murió a la edad de 27 años. Mis pensamientos están con su familia.
J.K. Rowling

El coprotagonista de César, Charles Emmanuel, quien dobló a Ron Weasley en las películas, también le rindió homenaje, diciendo:

Todos han escuchado la voz de Caio César en algún momento. He tenido la oportunidad de trabajar con él varias veces, porque somos la misma generación de actores de doblaje. Era un enano, flaco, pero creció y se convirtió en policía y se convirtió en padre. Se convirtió en hombre.
Charles Emmanuel